# Roland Bugatti
Roland Bugatti (n. 28 august 1922, Dorlisheim, région Alsace⁠(d), Franța – d. 29 martie 1977, Aix-en-Provence, Franța) a fost un inginer și industrialist auto francez. A fost unul dintre cei trei fii ai lui Ettore Bugatti, fondatorul și constructorul mărcii de mașini Bugatti, și fratele mai mic al lui Jean Bugatti.

## Biografie
În 1951, după moartea fratelui său Jean Bugatti în 1939 și a tatălui său Ettore Bugatti în 1947, Roland Bugatti (25 de ani) și Marco Pierre (fost pilot și partener loial al fabricii) au încercat să urmărească fără succes aventura Bugatti.
|  |  |  |

Au produs Bugatti Type 101, succesorul Bugatti Type 57; Este considerat de mulți ca fiind ultima mașină Bugatti adevărată. Opt modele au fost produse în 1951 și 1952 (și unul în 1965) și șase dintre ele au fost vândute.
În 1956, compania a încercat o revenire în competiția de Formula 1 cu Bugatti Type 251.
În 1963 Bugatti a fost vândut companiei aerospațiale Hispano-Suiza.
Bugatti a murit la Aix-en-Provence la 29 martie 1977.